# Monaco: What's Yours Is Mine
Monaco: What's Yours Is Mine is een computerspel dat in april 2013 gepubliceerd werd door Pocketwatch Games. Het spel kan worden gespeeld door een individu of door maximaal 4 mensen tegelijkertijd. Het spel heeft meerdere prijzen gewonnen.

## Het spel
Monaco is een stealthspel en wordt gespeeld vanuit een top-downperspectief. De speler(s) kunnen een rol kiezen uit de acht beschikbare karakters om overvallen te plegen op verschillende locaties, bijvoorbeeld een nachtclub, een museum en een luxueuze villa.